# Кітахара Кана
Кітахара Кана (яп. 北原 佳奈; нар. 17 грудня 1988) — японська футболістка. Вона грала за збірну Японії.

## Клубна кар'єра
У 2011 році дебютувала в «Альбірекс Ніїґата». В 2016 року вона перейшла до «Минаві Веґальта Сендай».

## Кар'єра в збірній
Дебютувала у збірній Японії 22 вересня 2013 року в поєдинку проти Нігерії. У складі японської збірної учасниця жіночого чемпіонату світу 2015 року. З 2013 по 2015 рік зіграла 9 матчів в національній збірній.

## Статистика виступів
| Збірна Японії | Збірна Японії | Збірна Японії |
| Рік           | Матчі         | Голи          |
| ------------- | ------------- | ------------- |
| 2013          | 1             | 0             |
| 2014          | 6             | 0             |
| 2015          | 2             | 0             |
| Загалом       | 9             | 0             |